# マイトレイ・ラマクリシュナン
マイトレイ・ラマクリシュナン（[maɪˈtreɪi ˌrɑːməˈkrɪʃnə]、英：Maitreyi Ramakrishnan、2001年12月28日 - ）は、カナダ生まれの女優。

## 略歴
オンタリオ州・ミシサガ出身。タミル人の両親はスリランカ内戦のために難民としてカナダに移住して来た。自身はスリランカでの居住経験がないため、タミル系カナダ人としている。2019年のNetflixオリジナルドラマ「私の"初めて"日記」のオーディションで主役のデビー役で応募。見事、応募者15000人の中から選ばれ、女優デビューを果たした。
2021年には「タイム100 Next」の一人（タイム100の次世代版）に選ばれる。同年6月にはNetflix映画「ネザーフィールドガールズ（原題）」の主役に抜擢されることが決定。2022年3月には映画「私ときどきレッサーパンダ」（原題:Turing red）にて、自身初となる声優にも経験することとなった。

## 作品

### 映画
| 公開年 | 邦題 原題                                        | 役名             | 備考     |
| ------ | ------------------------------------------------ | ---------------- | -------- |
| 2022   | 私ときどきレッサーパンダ Turning Red             | プリヤ           | 声の出演 |
| 2025   | シャッフル・フライデー Freakier Friday           | エラ             |          |
| TBA    | ネザーフィールド・ガールズ The Netherfield Girls | リジー・バネット |          |

### テレビ
| 放映年 | 邦題 原題                          | 役名     | 備考 |
| ------ | ---------------------------------- | -------- | ---- |
| 2019   | 私の"初めて"日記 Never Have I Ever | デービー | 主役 |